# Tom Kibble
Sir Tom Kibble, geboren als Thomas Walter Bannerman Kibble (Chennai, 23 december 1932 – 2 juni 2016) was een Brits theoretisch natuurkundige.

## Werk
Kibble hield zich vooral bezig met de kwantumveldentheorie. Daarbinnen werkte hij onder meer aan spontane symmetriebreking, faseovergangen en topologische defecten (zoals solitonen en kosmische snaren).
In 1964 was Kibble een van de medeontdekkers van het higgsmechanisme en het higgsboson. Desondanks werd hij hiervoor niet onderscheiden met de Nobelprijs voor de Natuurkunde, die Peter Higgs en François Englert kregen na de daadwerkelijke waarneming van het higgsboson. Kibble ontving verschillende onderscheidingen en werd geëerd door de American Physical Society.
Hij hield zich ook bezig met onderzoek op het grensvlak van de deeltjesfysica en de kosmologie (astrodeeltjesfysica) en met onderzoek dat de overeenkomsten uitbuit tussen de beschrijving van bepaalde verschijnselen in de fysica van de gecondenseerde materie bij lage temperaturen enerzijds en de kosmologie van het vroege heelal anderzijds.

## Persoonlijk leven
Kibble werd geboren in Brits-Indië. Zijn grootmoeder was de schrijfster Helen Bannerman (1862-1946).
Hij overleed in 2016 op 83-jarige leeftijd.

## Onderscheidingen
- Hughes Medal, 1981
- Rutherford Medal, 1984
- Albert Einsteinmedaille, 2014